# Alan Ogden
Alan Ogden (Thrybergh, 13 aprile 1954) è un calciatore inglese, di ruolo difensore.

## Caratteristiche tecniche
Era un terzino sinistro.

## Carriera
Dopo aver giocato nelle giovanili dello Sheffield Utd esordisce in prima squadra con le Blades (e quindi più in generale tra i professionisti) nella stagione 1971-1972, quando, non ancora maggiorenne, disputa 3 partite nella prima divisione inglese con il club di Sheffield; rimane poi in rosa anche nella stagione 1972-1973 (in cui gioca ulteriori 3 partite) e nella stagione 1973-1974, in cui gioca invece 6 partite nella prima divisione inglese. Nella stagione 1974-1975 viene ceduto prima in prestito e poi a titolo definitivo allo York City, club neopromosso nella seconda divisione inglese, con il quale disputa 7 partite in questa categoria. Chiude infine la sua carriera professionistica nel 1976, all'età di 22 anni, dopo un'ultima stagione trascorsa nella rosa dell'Huddersfield Town, club della quarta divisione inglese, con cui non gioca però nessuna partita di campionato.
In carriera ha giocato complessivamente 19 partite nei campionati della Football League, tutte tra prima e seconda divisione.